# Joaquim Nabuco

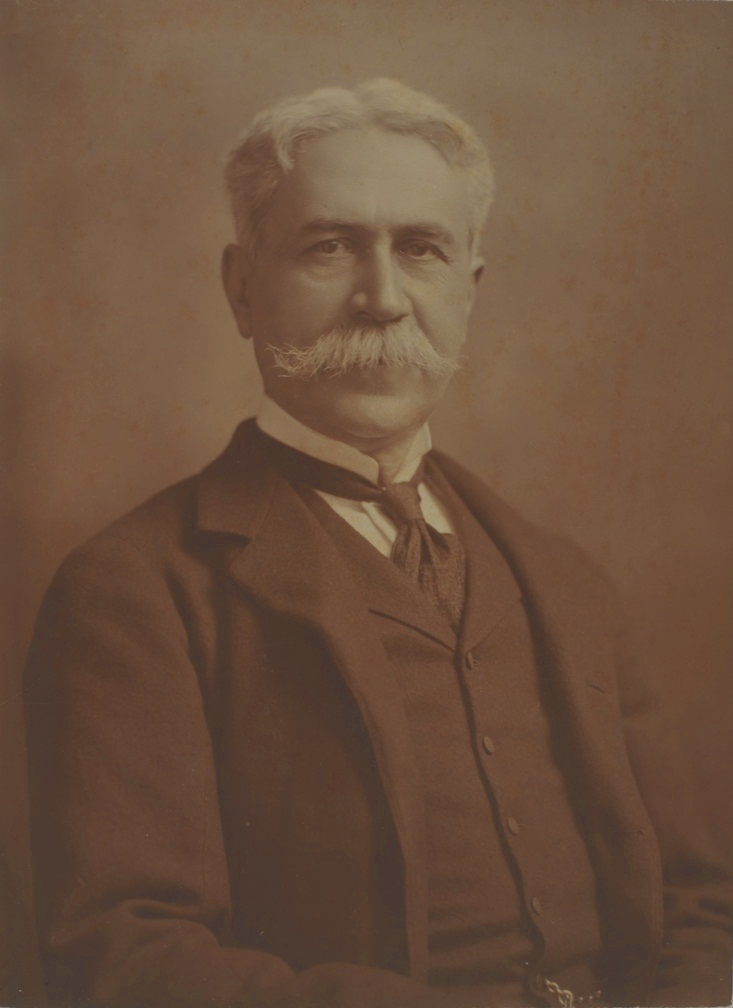
Joaquim Nabuco (1902)

Joaquim Nabuco (* 19. August 1849 in Recife, Pernambuco; † 17. Januar 1910 in Washington, D.C.; vollständiger Name Joaquim Aurélio Barreto Nabuco de Araújo) war ein brasilianischer Politiker, Diplomat, Historiker, Jurist und Journalist. Er war einer der Gründer der Academia Brasileira de Letras.

## Leben
Joaquim Nabuco war Sohn des Großgrundbesitzers, Juristen und Politikers José Tomás Nabuco de Araújo (1813–1878) und dessen Frau Ana Benigna de Sá Barreto Nabuco de Araújo. Wie sein Vater engagierte sich Joaquim Nabuco im Kampf gegen die Sklaverei. Als Abgeordneter im brasilianischen Parlament unterstützte er ab 1878 die Kampagne der Abolitionisten. 1878 gründete er die Brasilianische Gesellschaft gegen Sklaverei (Sociedade Antiescravidão Brasileira), die maßgeblichen Anteil an der Abschaffung der Sklaverei 1888 hatte (siehe Lei Áurea). Die Gründe dafür waren aber weniger humanitäre Überzeugungen, sondern vielmehr die Auffassung, dass die Sklaverei für einen Großteil der Probleme des Landes verantwortlich war. So fürchtete er, dass die Beibehaltung der Sklaverei Einwanderer aus Europa abschrecken und somit den Prozess des branqueamento (Versuch der Regierung, den Anteil an Hellhäutigen in der brasilianischen Bevölkerung zu erhöhen) verlangsamen würde.
Nabuco war Anhänger der Monarchie und zog sich nach der Proklamation der Republik 1889 aus dem politischen Leben zurück. 1897 war er Gründungsvater der Academia Brasileira de Letras. Als Namenspatron für den Akademie-Stuhl Nr. 27 wählte er Antônio Peregrino Maciel Monteiro (1804–1868).

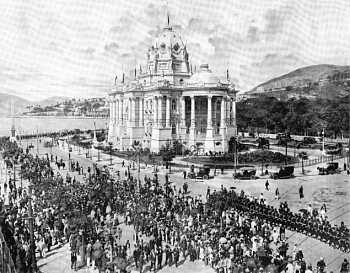
Trauerzug von Joaquim Nabuco vor dem Palácio Monroe, 1910.

Von 1905 bis 1910 war er Botschafter der Republik Brasilien in den Vereinigten Staaten. Er verbrachte mehrere Jahre in Großbritannien und Frankreich. 1906 war er der Vorsitzende des 3. Panamerikanischen Kongresses in Rio de Janeiro.
Als literarisches Hauptwerk gilt seine Autobiographie Minha formação („Meine Ausbildung“) von 1900.

## Werke
- Camões e os Lusíadas (1872)
- L’Amour est Dieu – lyrische Gedichte (1874)
- O Abolicionismo (1883)
- Campanha abolicionista no Recife – 1885
- O erro do Imperador – Geschichte (1886)
- Escravos – Gedicht (1886)
- Porque continuo a ser monarquista (1890)
- Balmaceda – Biographie (1895)
- O dever dos monarquistas (1895)
- A intervenção estrangeira durante a revolta – diplomatische Geschichte (1896)
- Um estadista do Império – Biographie, 3 Bände (1897–1899)
- Minha formação – Erinnerungen (1900)
- Escritos e discursos literários (1901)
- Pensées detachées et souvenirs (1906)
- Discursos e conferências nos Estados Unidos – Übersetzung aus dem Englischen von Artur Bomilcar (1911)
- Obras completas (14 Bände) herausgegeben von Celso Cunha (1947–1949)

In deutscher Sprache ist bisher keines seiner Werke erschienen.